# Брескул (озеро)
Бре́скул (Бре́цкул) — одне з найвище розташованих озер Українських Карпат (1750 м над рівнем моря). 
Лежить у межах Чорногірського заповідного масиву (частина Карпатського біосферного заповідника), у Рахівському районі Закарпатської області. 
Розташоване на південно-західних схилах гори Брескул (хребет Чорногора) і на південь від Говерли. 
Довжина 37 м, ширина 12—15 м. Через інтенсивне заростання його розміри значно зменшились (раніше воно мало довжину 52 м і ширину 20 м). Максимальна глибина — 1,2 м. 
Озеро льодовикового походження. Живиться переважно атмосферними опадами, безстічне. Вода прозора, слабо мінералізована. Дно рівне, вкрите темно-сірим мулом. На берегах росте осока, подекуди пухівка піхвова. В озері трапляються мікроскопічні ракоподібні. Озеро Брескул – одне з місць, де водяться червонокнижні види: тритон карпатський і тритон альпійський.

## Фотографії

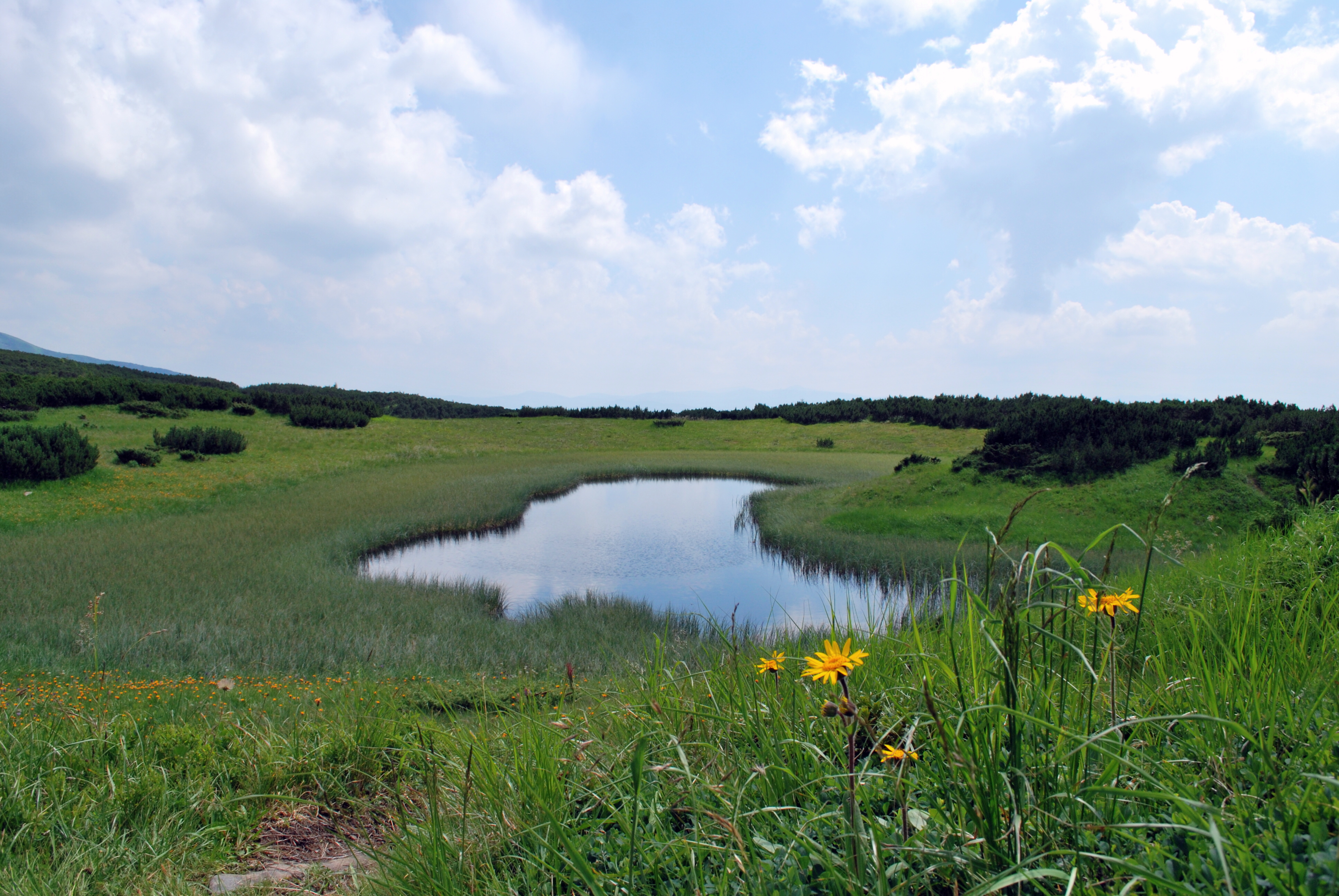
Загальний вид озера Брескул
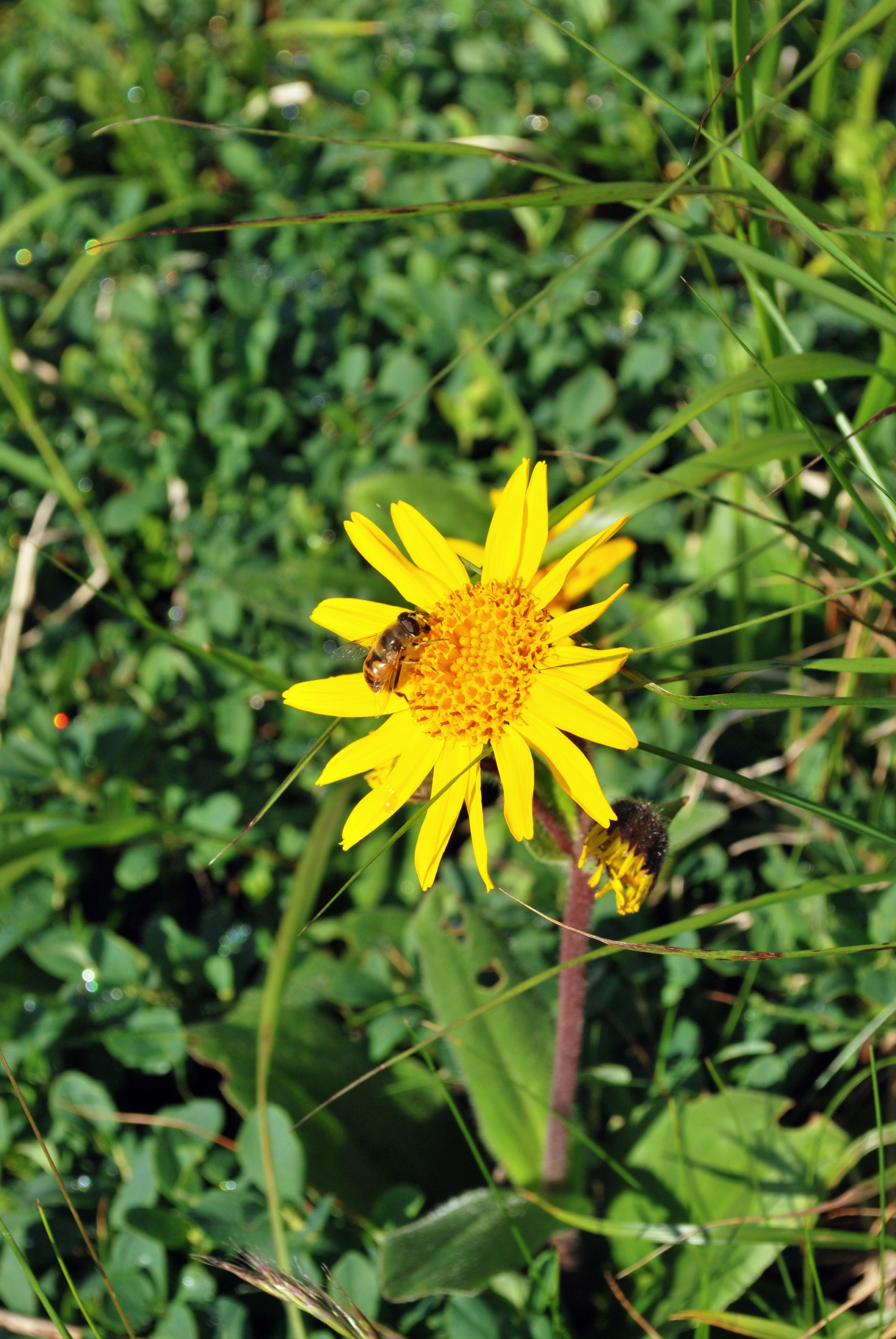
Арніка гірська біля озера Брескул
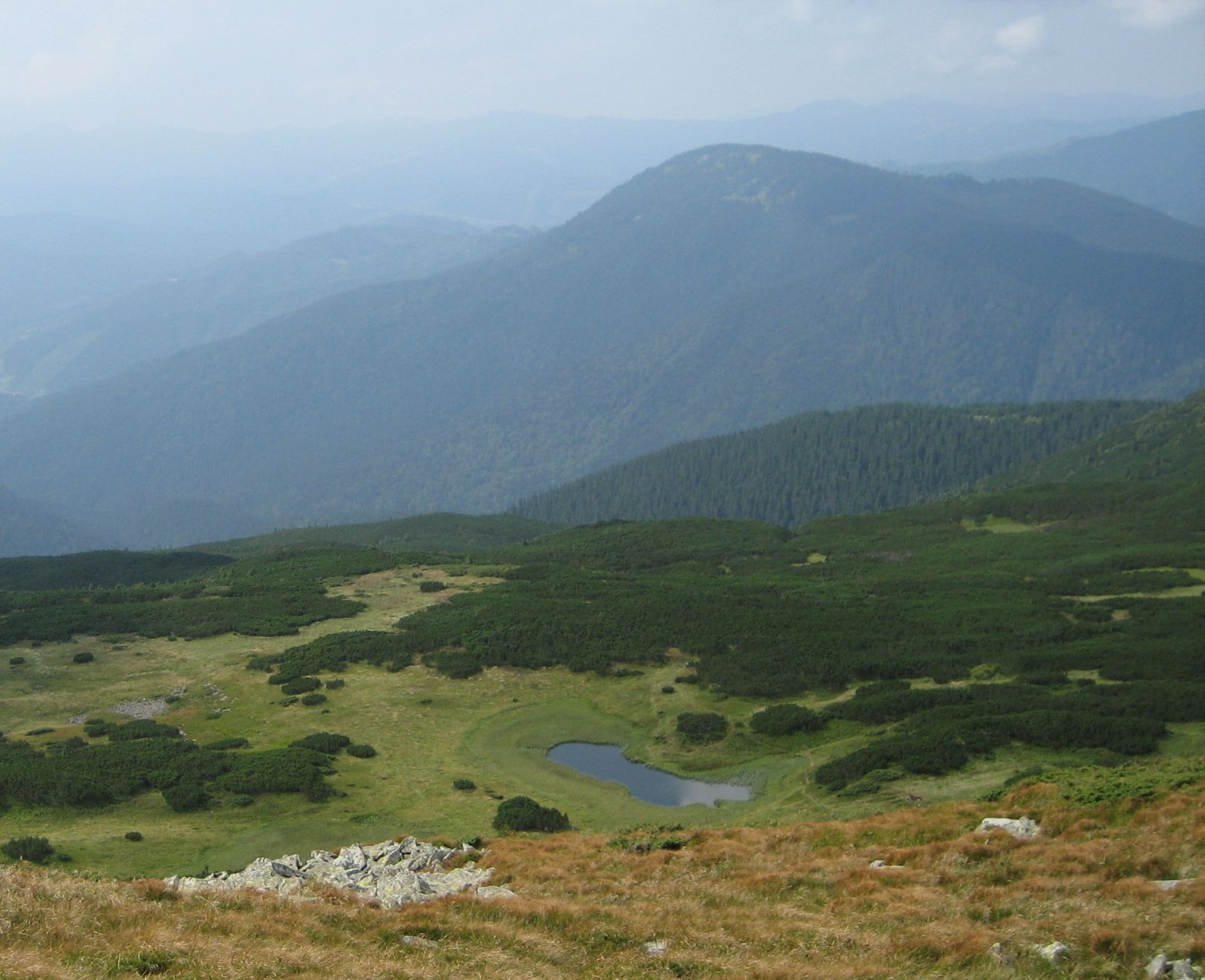
Краєвид озера Брескул із головного хребта Чорногори